# Paul Valéry
Ambroise Paul Toussaint Jules Valéry (franska IPA: /pɔl valeˈʁi/), född 30 oktober 1871 i Cette, Hérault, död 20 juli 1945 i Paris, var en fransk poet, essäist, filosof och litteraturkritiker. Hans intressen var tillräckligt breda för att klassificera honom som ett universalgeni. Utöver hans fiktion (poesi, drama och dialoger) skrev han också många essäer och aforismer angående konst, historia, brev, musik och aktuella händelser.

## Biografi
Valérys far var från Korsika och hans mor från Cette (nuvarande Sète), en stad i departementet Hérault, men han växte upp i Montpellier, en större stad i närheten. Efter en traditionell romersk-katolsk utbildning studerade han juridik och bodde sedan under större delen av sitt liv i Paris, där han en tid ingick i kretsen kring Stéphane Mallarmé. År 1937 tillhörde han grundarna av Académie Mallarmé.
Valéry blev författare på heltid sent i livet, vid cirka 50 års ålder, när den man han arbetade för som privatsekreterare, en före detta chef vid Agence Havas, Édouard Lebey, dog i Parkinsons sjukdom 1920. Till dess hade Valéry tjänat sitt uppehälle vid krigsministeriet som assistent till den allt mer förhindrade Lebey, ett arbete han behöll i cirka 20 år.
Efter att han blivit invald i Franska akademien 1925 blev Valéry en aktiv talare och intellektuell gestalt i det franska samhället. Han turnerade i Europa och gav föreläsningar om kulturella och sociala frågor och innehade även ett antal officiella poster som den franska nationen erbjöd honom. Han representerade Frankrike i kulturella sammanhang vid Nationernas förbund, och var medlem i flera av dess kommittéer.
Valéry var även en känd litteraturkritiker och sade flera gånger öppet att han var "icke-läsare", det vill säga att han nästan aldrig läste över huvud taget, men menade att han ändå kunde skaffa sig en uppfattning om böcker. Detta visar han exempelvis i sitt lovtal till den då nyligen avlidne Marcel Proust:
| ”                                                 | Även om jag knappt har läst en enda volym av Marcel Prousts stora verk, och även om denne romanförfattares konst är en konst som jag finner obegriplig, är jag icke desto mindre mycket väl medveten om, från det lilla av Recherche du temps perdu som jag har hunnit läsa, vilken extremt stor förlust litteraturen just har drabbats av; och inte bara litteraturen utan ännu mer det hemliga sällskap bestående av dem som i varje given epok skänker denna dess rätta värde. | „ |
| – Paul Valéry, Masters and Friends, 1968, s. 295. | |   |

Paul Valéry blev nominerad till Nobelpriset i litteratur 12 gånger mellan 1930 och 1945, men avled just som Svenska Akademien hade för avsikt att tilldela honom priset. Dramat Mon Faust publicerades efter hans död 1946.
Politik lär han ha kallat "konsten att hindra människor från att lägga sig i vad som angår dem".

## Svenska översättningar
- Prosastycken (valda och översatta av Elsa Thulin och Ivar Harrie, Geber, 1934)
- En afton med herr Teste (La soirée avec monsieur Teste) (svensk tolkning med kommentar av Kjell Strömberg, Geber, 1935)
- Degas (Degas, danse, dessin) (översättning Teddy Brunius, Wahlström & Widstrand, 1946)
- Själen och dansen (L'âme et la danse) (översättning Elsa Thulin, Wahlström & Widstrand,1949)
- Aforismer (översättning Jane Lundblad, Almqvist & Wiksell/Geber, 1954)
- Introduktion till Leonardo da Vincis metod ; Kvällen med herr Teste (Introduction à la méthode de Léonard de Vinci och La soirée avec M. Teste) (översättning Jan Hannerz & Lars Axel Söderberg, Errata, 2005)
- Den fixa idén (översatt av Joachim Forsgren, Ekström & Garay, 2021)